# Werby (obwód żytomierski)
Werby (ukr. Верби) – wieś na Ukrainie, w obwodzie żytomierskim, w rejonie nowogrodzkim.